# Emil Condurachi
Emil Condurachi (ur. 1912, zm. 1987) – rumuński historyk i archeolog, członek tytularny Academia Română (1955).

## Książki
- Histria. Monografie arheologică - 2 vol. (București, vol. I - 1954; vol. II - 1966)
- Histria - 2 vol. (București, vol. I - 1959; vol.2 - 1962)
- Istoria României (București, 1960)
- Monuments archéologiques de Roumanie (București, 1960)
- L'archéologie roumaine au XXe siècle (București, 1963)
- La Roumanie (Genèva, Nagel, 1972) - współautor Constantin Daicoviciu
- Harta arheologică a României (București, 1972) - współautorzy Vl. Dumitrescu, M.D. Matei
- Curs de istorie romană, Fasc. I: Istoria Romei regale și republicane (București, 1974)
- Curs de istoria Orientului Antic, Fasc.I: Orientul Apropiat mileniile III-II î.e.n. (București, 1977)